# Bactrocera ebenea
Bactrocera ebenea är en tvåvingeart som först beskrevs av Drew 1971.  Bactrocera ebenea ingår i släktet Bactrocera och familjen borrflugor.
Artens utbredningsområde är Nya Kaledonien. Inga underarter finns listade.